# Halton Arp
Halton Christian "Chip" Arp, född 21 mars 1927 i New York i New York, död 28 december 2013 i München i Tyskland, var en amerikansk astronom främst känd för sin rödförskjutningsmodell "Intrinsic redshift" och som en ihärdig kritiker av Big Bang som vedertagen kosmologi.
Arp tog sin bachelorexamen vid Harvard 1949 och fick sin Ph.D. från Caltech 1953.  Han blev stipendiat vid Carnegie Institution of Washington med forskning vid Mount Wilsonobservatoriet och Palomarobservatoriet.  Arp fick en tjänst som Research Assistant vid Indiana University i Bloomington 1955 och därefter 1957 blev han fast anställd vid Palomarobservatoriet, där han blev kvar i 29 år. 1983 flyttade han till Max Planck-institutet för utomjordisk fysik i Tyskland.
Arp blev först känd för sitt arbete med att katalogisera ovanliga galaxer, som avviker från de gängse galaxtyperna.  På senare år har han dock mer forskat om alternativa förklaringar till rödförskjutningen hos kvasarer och andra avlägsna objekt.
Arps hypotes om rödförskjutning handlar om att kvasarer eller quasi-stellar objects (QSO:s) i själva verket inte är så avlägsna som mainstream-astronomi anser, utan är lokala objekt som skjuts ut från kärnan hos aktiva galaxer (AGN), med en rödförskjutning som inte beror på universums expansion utan på inneboende egenskaper hos kvasaren. Enligt Haltons spekulationer så är rödförskjutning hos kvasarer ett mått på kvasarens ålder, snarare än på avståndet mellan kvasaren och jorden. Enligt Haltons teori har kvasarer en hög rödförskjutning när de just skapats och rödförskjutningen minskar sedan över tid.
Arp var en av initiativtagarna till det öppna brev signerat av 34 företrädare för alternativ till Big Bang-studier, som publicerades i New Scientist den 22 maj 2004. Därefter har flera hundra ytterligare underskrifter tillkommit.

## Publikationer
- Halton Arp, Atlas of Peculiar Galaxies, 1966
- Halton Arp, Quasars, Redshifts and Controversies, Interstellar Media (1 maj 1987). ISBN 0-941325-00-8
- Halton Arp, Seeing Red,  Apeiron (augusti 1998). ISBN 0-9683689-0-5
- Halton Arp, Catalogue of Discordant Redshift Associations, Aperion (1 september 2003). ISBN 0-9683689-9-9